# Phrudus badensis
Phrudus badensis är en stekelart som beskrevs av Friedrich Wilhelm Hilpert 1987. Phrudus badensis ingår i släktet Phrudus och familjen brokparasitsteklar. Inga underarter finns listade i Catalogue of Life.